# Municipio de Miahuatlán de Porfirio Díaz
El municipio de Miahuatlán de Porfirio Díaz es uno de los 570 municipios del estado mexicano de Oaxaca. Su cabecera es la localidad de Miahuatlán de Porfirio Díaz. El municipio fue nombrado en honor a Porfirio Díaz, comandante mexicano en la Batalla de Miahuatlán de 1866.

## Toponimia
La palabra Miahuatlán se deriva del náhuatl «miahuatl», espiga de maíz, y «tlan», lugar o campo. En idioma zapoteco se llamó Pelopenitza, que significa «donde principia nuestro ojo de agua» o «pueblo junto al agua».

## Geografía
El municipio de Miahuatlán de Porfirio Díaz colinda al norte con los municipios de Ejutla de Crespo, Coatecas Altas y San Luis Amatlán; al este con los municipios de Sitio de Xitlapehua, San Cristóbal Amatlán, San Ildefonso Amatlán y San José del Peñasco; al sur con los municipios de San Andrés Paxtlán, Santo Tomás Tamazulapan, Santa Lucía Miahuatlán, San Miguel Coatlán, San Pablo Coatlán y San Jerónimo Coatlán; y al oeste con los municipios de Villa Sola de Vega, San Vicente Coatlán, Santa Ana, Santa Cruz Xitla, Santa Catarina Cuixtla, Monjas, San Simón Almolongas, San Nicolás y Yogana.

### Hidrografía
En la carta hidrográfica se observa que Miahuatlán se encuentra precisamente en el centro de la cuenca del Pacífico, en medio de los dos más importantes ríos del estado: el río Atoyac y el río Tehuantepec. Miahuatlán es un parteaguas de estos ríos, pues en su territorio nace el río Tabaje, que da origen al río Tehuantepec y al río Miahuatlán, afluente del río Atoyac.
- Río Miahuatlán.

En el cerro de Yuxiub, al sur de Tamazulapan, nace el río Verde que, con la unión de otros arroyos que en el trayecto se le agregan, forma el río de Tamazulapan. Este, al seguir su curso hacia el norte, en el paraje llamado antiguamente Quehue y hoy La Junta, se le une el río San Miguelito.
Nace en el cerro del Venado con el nombre de Riovana y tiene como afluente el arroyo de Temascaj, pasa bajo el pequeño pueblito de San Miguel Yogovana y entre filas de ahuehuetes va a unirse con el río Tamazulapan; juntas, sus aguas siguen rumbo al norte, pasan a orillas de Miahuatlán, de la que recibe el nombre, donde forman una pequeña vega que riega con sus aguas.
Al salir de esta ciudad, el terreno por el que atraviesa está formado por lomas a las que ha venido desgastando, formando algunas honduras (pozas de Yolveo), siguiendo un cauce encajonado, que en pocos sitios se extiende para formar pequeñas vegas (riegos de Monjas, San Guillermo, San Nicolás), para extenderse un poco más al confundir sus aguas con el río Atoyac, en Yogana, después de haber recogido las que le tributan los arroyos de Cuixtla, La Soledad, Almolongas y San Bernardo, entre otros más pequeños.

## Localidades
El municipio de Miahuatlán de Porfirio Díaz cuenta con 110 localidades.
| Localidad                   | Población |
| --------------------------- | --------- |
| Miahuatlán de Porfirio Díaz | 29130     |
| Santa Catarina Roatina      | 1728      |
| Mengolí de Morelos          | 1410      |

## Gobierno
| Presidente municipal             | Periodo   | Partido | Partido                              |
| -------------------------------- | --------- | ------- | ------------------------------------ |
| Tereso Ojeda                     | 1930      |         | Partido Nacional Revolucionario      |
| Ezequiel Canseco                 | 1931      |         | Partido Nacional Revolucionario      |
| José Gopar                       | 1932      |         | Partido Nacional Revolucionario      |
| Julio López Hernández            | 1933      |         | Partido Nacional Revolucionario      |
| Pedro Sánchez                    | 1934      |         | Partido Nacional Revolucionario      |
| José Gopar                       | 1935      |         | Partido Nacional Revolucionario      |
| Gregorio Cruz                    | 1936      |         | Partido Nacional Revolucionario      |
| Pascual Aguilar                  | 1936      |         | Partido de la Revolución Mexicana    |
| Pedro Sánchez                    | 1937      |         | Partido de la Revolución Mexicana    |
| Julio López Hernández            | 1937      |         | Partido de la Revolución Mexicana    |
| Genaro Velasco                   | 1938      |         | Partido de la Revolución Mexicana    |
| Salvador D. Altamirano           | 1939-1940 |         | Partido de la Revolución Mexicana    |
| Pascual Aguilar                  | 1941-1942 |         | Partido de la Revolución Mexicana    |
| Raymundo Barragán                | 1943-1944 |         | Partido de la Revolución Mexicana    |
| Fernando Moncada Díaz            | 1945-1947 |         | Partido de la Revolución Mexicana    |
| Leopoldo Coronado López          | 1948-1950 |         | Partido Revolucionario Institucional |
| David R. López                   | 1951-1953 |         | Partido Revolucionario Institucional |
| Faustino Ortiz Moreno            | 1954-1956 |         | Partido Revolucionario Institucional |
| Agustín López Elorza             | 1957-1959 |         | Partido Revolucionario Institucional |
| Rodolfo Loronca Caranco          | 1960-1962 |         | Partido Revolucionario Institucional |
| Manuel Aguilar García            | 1963-1965 |         | Partido Revolucionario Institucional |
| Luis Aquino Velasco              | 1966-1968 |         | Partido Revolucionario Institucional |
| Moisés López Ramírez             | 1969-1971 |         | Partido Revolucionario Institucional |
| Waldemar Ramos Aguilar           | 1972-1974 |         | Partido Revolucionario Institucional |
| Jaime Zavalera Olivera           | 1975-1977 |         | Partido Revolucionario Institucional |
| Edgar Loaeza Martínez            | 1981-1983 |         | Partido Revolucionario Institucional |
| José Benito Hernández Altamirano | 1984-1986 |         | Partido Revolucionario Institucional |
| Isaac Abel Bohórquez Valencia    | 1987      |         | Partido Revolucionario Institucional |
| Moisés Silva Ruiz                | 1988-1989 |         | Partido Revolucionario Institucional |
| Octavio Ramos Jarquín            | 1989-1992 |         | Partido Revolucionario Institucional |
| Esaú Pedro Hernández Altamirano  | 1993-1995 |         | Partido Revolucionario Institucional |
| Alfonso Franco Bustamante        | 1996-1997 |         | Partido Revolucionario Institucional |
| Eleazar Noél Bohórquez           | 1997-1998 |         | Partido Revolucionario Institucional |
| Amando Demetrio Bohórquez Reyes  | 1999-2001 |         | Partido Revolucionario Institucional |
| Álvaro Demetro Jarquín Rojas     | 2002-2004 |         | Partido Acción Nacional              |
| Francisco Javier Vera Méndez     | 2005-2007 |         | Partido Acción Nacional              |
| Juan Ramos Ramos                 | 2008-2010 |         | Partido Verde Ecologista de México   |
| Diego Andrés Ramos Ramos         | 2011-2013 |         | Partido Revolucionario Institucional |
| Medardo Daniel Ramírez Reyes     | 2014-2016 |         | Partido de la Revolución Democrática |
| Genaro Esaú Hernández Jiménez    | 2017-2018 |         | Partido Revolucionario Institucional |
| Genaro Esaú Hernández Jiménez    | 2019-2021 |         | Partido Revolucionario Institucional |
| José Alberto Martínez Luna       | 2022-2024 |         | Partido Unidad Popular               |